# Concert per a piano núm. 4 (Rubinstein)
El Concert per a piano núm. 4 en re menor, op. 70, fou compost per Anton Rubinstein i dedicat a Ferdinand David. Va ser estrenat el 10 de novembre de 1864 al Saló de la Noblesa de Sant Petersburg amb el mateix compositor com a solista.

## Origen i context
Anton Rubinstein va ser una de les figures més carismàtiques de la música durant el segle XIX. Va formar part d'una generació de pianistes-compositors que va culminar amb Liszt, Busoni i Rakhmàninov. Però també volia ser reconegut com a compositor i va escriure moltíssim. Uns quinze treballs escènics, sis simfonies, cinc concerts per a piano, un concert per a violí, una gran quantitat de música de cambra, molta música per a piano i un gran nombre de cançons van sorgir de la seva ploma. Avui en dia, molta d'aquesta obra està oblidada, i segons Stanley, de forma merescuda per haver compost massa ràpid i amb massa prolificitat.
El Concert per a piano en re menor és l'únic que ha perdurat en el repertori, tot i que no es presenta amb tanta freqüència com es feia en els segles XIX i primers del XX, quan va ser enormement popular i es tocava fins a no poder més. Quasi tots els pianistes el tenien al seu repertori i era impensable que un estudiant sortís del conservatori sense haver-lo après.
El Quart Concert per a piano va ser escrit el 1864, tot i que la versió final que s'interpreta avui no va aparèixer fins al 1872, entremig s'havien publicat altres dues versions. Rubinstein el va dedicar al violinista Ferdinand David, qui el 1845 havia interpretat per primer cop el Concert per a violí de Mendelssohn.
Paderewski, un dels majors intèrprets d'aquesta peça, la va presentar a Nova York en un dels sis concerts del seu debut americà del novembre de 1891. Segons el mateix Paderewski, el públic es va entusiasmar tan intensament que el va impulsar cap a una de les més grans carreres musicals de la història. Rakhmàninov va interpretar aquesta peça en el seu debut oficial a Rússia. Józef Hofmann, el deixeble més conegut de Rubinstein, va mantenir la seva fidelitat a aquesta obra durant tota la seva vida.